# James Lynch (giocatore di football americano)
James Husker Lynch (20 gennaio 1999) è un giocatore di football americano statunitense che milita nel ruolo di defensive tackle per i Tennessee Titans della National Football League (NFL).

## Carriera

### Minnesota Vikings
Wonnum al college giocò a football a Baylor dal 2017 al 2019. Fu scelto nel corso del quarto giro (130º assoluto) del Draft NFL 2020 dai Minnesota Vikings. Debuttò come professionista l'11 ottobre facendo registrare un sack su Russell Wilson nella sconfitta contro i Seattle Seahawks. La sua stagione da rookie si concluse con 3 tackle in 9 presenze.
Il 4 agosto 2023 fu annunciata per Lynch la rottura del legamento crociato anteriore in allenamento, facendogli perdere l'intera stagione 2023. Fu inserito in lista infortunati due giorni dopo.
Il 14 maggio 2024 Lynch rifirmò con i Vikings. Fu svincolato il 27 agosto.

### Tennessee Titans
Il 29 agosto 2024 Lynch firmò con la squadra di allenamento dei Tennessee Titans. Fu promosso nel roster attivo prima del debutto stagionale contro i Chicago Bears. Fu nuovamente promosso nel roster attivo l'11 settembre. Chiuse la stagione disputando tutte le 17 partite come defensive lineman di riserva, mettendo a segno 20 placcaggi, 2 passaggi deviati e un sack.
Il 7 maggio 2025 Lynch riformò con i Titans.